# Bócsa-bugaci homokpuszta
Bócsa-bugaci homokpuszta este o arie protejată (arie specială de conservare — SAC, sit de importanță comunitară — SCI) din Ungaria întinsă pe o suprafață de 11.660,45 ha, integral pe uscat.

## Localizare
Centrul sitului Bócsa-bugaci homokpuszta este situat la coordonatele 46°40′08″N 19°35′31″E / 46.6689°N 19.5919°E.

## Înființare
Situl Bócsa-bugaci homokpuszta a fost declarat sit de importanță comunitară în mai 2004 pentru a proteja 4 specii de plante și 6 specii de animale. Situl a fost protejat și ca arie specială de conservare în februarie 2010.

## Biodiversitate
Situată în ecoregiunea panonică, aria protejată conține 3 habitate naturale: Stepe panonice nisipoase, Tufărișuri panonice ale dunelor de nisip continentale (Junipero-Populetum albae), Stepe și mlaștini sărate panonice.
La baza desemnării sitului se află mai multe specii protejate:
- plante (4): Cirsium brachycephalum, Colchicum arenarium, Dianthus diutinus, Iris humilis subsp. arenaria
- amfibieni (2): buhai de baltă cu burta roșie (Bombina bombina), triton cu creastă dobrogean (Triturus dobrogicus)
- mamifere (1): popândău (Spermophilus citellus)
- nevertebrate (2): Carabus hungaricus, Cucujus cinnaberinus
- reptile (1): Vipera ursinii rakosiensis

Pe lângă speciile protejate, pe teritoriul sitului au mai fost identificate 22 de specii de plante, 14 specii de păsări, 3 specii de amfibieni, 2 specii de mamifere, 45 de specii de nevertebrate, 3 specii de reptile.